# 中国人民武装警察部队第一机动总队
中国人民武装警察部队第一机动总队，总部驻地河北省石家庄市，是中国人民武装警察部队的机动总队之一。

## 沿革

### 前身
武警第六十三师
1940年，八路军第五纵队第三支队创建于江苏泗阳朱湖镇，次年整编为新四军第三师第九旅，旅长张爱萍。抗日战争时期，先后转战江苏、山东、河南、安徽。第二次国共内战中，参加过淮海战役、渡江战役等，并移防福建等地。后参与抗美援朝战争。1985年，整编为中国人民解放军陆军第二十一集团军步兵第六十三师，为乙种师编制。
1996年转隶武警部队建制，番号为中国人民武装警察部队第六十三师，代号中国人民武装警察部队8670部队，是武警部队机动师，隶属于武警总部，驻甘肃省平凉市。下辖武警第一八七团、武警第一八八团、武警第四二二团、武警第七〇七团。
武警第八十一师
1946年9月，以中国人民解放军南海军分区独立团、北海军分区独立团和胶东军区六师九团为基础组建胶东军区警备第三旅。1947年2月，编为华东野战军九纵二十七师。该师在第二次国共内战中先后参加了胶东、胶高、莱阳、周村、潍县等战役，并参与济南战役、淮海战役、渡江战役和上海战役等。1949年2月，该师改称中国人民解放军第二十七军八十一师。次年，随二十七军入朝参与第二次战役，与八十师全歼美军第7师31团“北极熊团”。1951年4月，参加第五次战役。后参加金城地区、元山地区防御筑城作业。1952年10月回国。1969年8月转隶北京军区，扩编为甲种陆军师，后整编为乙种陆军师。1987年，参加两山战役的轮防任务。1996年转隶武警部队建制，番号为中国人民武装警察部队第八十一师，代号中国人民武装警察部队8630部队，是武警部队机动师，隶属于武警总部，驻天津市。下辖武警第二四一团（驻天津河东）、武警第二四二团（驻河北沧州）、武警第二四三团（驻河北青县）、武警第七〇二团（驻天津西青）。2008年，参加北京奥运安保工作。
武警第一一四师
武警第一一四师的前身是东北军部队新111师，后改编为八路军山东军区滨海支队，1945年编入山东军区东北挺进纵队一支队，赴东北后改称东北人民自治军东北挺进纵队一支队，1946年，改编为东北民主联军第七纵队第十九旅，后为东北民主联军第一纵队第三师。最后为中国人民解放军第三十八军第一一四师，参加了第二次国共内战。此后，随军参加抗美援朝战争。1996年转隶武警部队建制，番号为中国人民武装警察部队第一一四师，代号中国人民武装警察部队8640部队，是武警部队机动师，隶属于武警总部，驻河北省定州市。下辖武警第三四〇团（武警8641部队，驻河北省满城县）、武警第三四一团（武警8642部队，驻河北省唐县）、武警第三四二团（武警8643部队，驻河北省定州市）、武警第七〇三团（武警8644部队，驻河北省望都县）、武警第七〇四团（武警8645部队，驻河北省正定县）。
武警第一一七师
武警第一一七师前身为1945年新四军第三师的独立旅。1946年，改为东北民主联军第三师独立旅，后改为第二纵队第六师。1948年改为东北野战军第二纵队第六师，后改制为第一一七师，隶属中国人民解放军第三十九军。参加过抗日战争、第二次国共内战和抗美援朝战争。1996年转隶武警部队建制，番号为中国人民武装警察部队第一一七师，代号中国人民武装警察部队8610部队，是武警部队机动师，隶属于武警总部，驻辽宁省盘锦市。下辖武警第三四九团（武警8611部队，驻辽宁省盘锦市）、武警第三五〇团（武警8612部队，驻辽宁省北镇市）、武警第三五一团（武警8613部队，驻辽宁省盘锦市）、武警第七〇〇团（武警8614部队，驻辽宁省盘锦市）。2009年，该师参与首都各界庆祝中华人民共和国成立60周年大会的庆祝和安保工作
武警第一二〇师
武警第一二〇师的前身为东北野战军三纵九师，参加过第二次国共内战。1948年，改编为中国人民解放军第四十军第一二〇师，师长郑大林。之后参加抗美援朝战争。1996年转隶武警部队建制，番号为中国人民武装警察部队第一二〇师，代号中国人民武装警察部队8620部队，是武警部队机动师，隶属于武警总部，驻辽宁省兴城市。下辖武警第三五五团（武警8621部队，驻辽宁省朝阳市）、武警第三五九团（武警8622部队，驻辽宁省葫芦岛市兴城市）、武警第三六〇团（武警8623部队，驻内蒙古自治区赤峰市）、武警第七〇一团（武警8624部队，驻辽宁省葫芦岛市）。
武警第一二八师
1937年12月26日，山东淄博地区黑铁山起义，成立山东人民抗日救国军第五军。1938年6月，改编为山东人民抗日游击第三支队，编入八路军山东纵队。1940年，与清河地区武装合编为山东纵队第3旅，后改为八路军清河军区。1945年8月，合编为山东解放军第七师。次月进入东北，隶属林彪的东北抗日联军，首战为山海关保卫战。1946年4月，该师为主力参与长春战役，攻占长春。1946年10月，第七师与原新四军第三师第七旅合编组建为东北民主联军第六纵队，原二十旅与七师警卫团合编为六纵十七师，师长龙书金，政委徐斌洲，后参与四平战役、锦州战役、平津战役。1948年1月，改称中国人民解放军第四十三军第一二八师，跟随第四野战军从东北打到海南，参加渡江战役，攻占海南岛。
中华人民共和国建立后又参与抗美援朝战争、对越自卫反击战。1985年，改编为中国人民解放军陆军第二十集团军第一二八师。1996年转隶武警部队建制，番号为中国人民武装警察部队第一二八师，代号中国人民武装警察部队8680部队，是武警部队机动师，隶属于武警总部，驻河南省巩义市。下辖武警第三八二团（武警8681部队，驻河南偃师）、武警第三八三团（武警8682部队，驻河南汝州）、武警第三八四团（武警8683部队，驻河南孟津）、武警第七〇八团（武警8684部队，驻河南登封）。1998年，该师参与长江抗洪救灾工作。2010年，先后赴上海和广州参与上海世博会和广州亚运会的安保任务。
武警第一八七师
武警第一八七师的前身为晋察冀野战军三纵七旅，参加过抗日战争。1949年改为中国人民解放军第六十三军第一八七师，师长张英辉。1951年2月10日，由傅崇碧、龙道权率领参加抗美援朝战争，并参加第五次战役等。1996年转隶武警部队建制，番号为中国人民武装警察部队第一八七师，代号中国人民武装警察部队8650部队，是武警部队机动师，隶属于武警总部，驻山西省晋中市榆次区。下辖武警第五五九团（武警8651部队，驻山西祁县）、武警第五六〇团（武警8652部队，驻山西太原）、武警第五六一团（武警8653部队，驻山西榆次）、武警第七〇五团（武警8654部队，驻山西太谷）。2009年7月，乌鲁木齐发生暴乱，武警总部紧急空运包括武警第一八七师在内的各地近万名武警官兵驰援新疆，约5000名公安特警也被空运到新疆，协助维持治安，该师为第一支援疆的外援部队，自2008年以来曾先后在新疆及藏区连续执行维稳任务7年。

### 武警第一机动总队
2017年，在武警部队调整改革中，撤销全部武警机动师及武警交通指挥部。原武警各机动师与武警交通部队及其他部队调整组建为中国人民武装警察部队第一机动总队、中国人民武装警察部队第二机动总队，第一机动总队驻地为石家庄市正定縣南岗镇。
武警第一机动总队的机动第四支队在2023年京津冀暴雨灾害期间出动1500名武警，115车辆和8艘船辅助救灾。

## 编制
- 机动第一支队：驻辽宁省盘锦[16]
- 机动第二支队：驻辽宁省沈阳
- 机动第三支队：驻内蒙古自治区通辽
- 机动第四支队：驻天津市河东区
- 机动第五支队：驻河北省保定市定州市
- 机动第六支队：驻河北省保定市[17]
- 机动第七支队：驻山西省晋中市榆次区
- 机动第八支队：驻河南省巩义市[18]
- 机动第九支队：驻甘肃省平凉[14]
- 特战第一支队（猎鹰突击队）：驻北京市[19]
- 特战第二支队（海外警卫特战支队）：驻天津市
- 特战第三支队：驻河北省石家庄
- 交通第一支队：驻北京市
- 交通第二支队：驻陕西省西安市长安区[20]
- 工兵防化支队：驻辽宁省葫芦岛[21]
- 直升机支队：
  - 一大队（驻山西省太谷区）
  - 二大队（驻宁夏回族自治区银川市金鳳區）
  - 三大队（驻新疆维吾尔自治区烏魯木齊市水磨沟区水磨沟村）

## 历任领导
| 司令员 - 朱文祥（2017年—） | 政治委员 - 王焕章（2017年—） |